# Zbigniew Skolicki

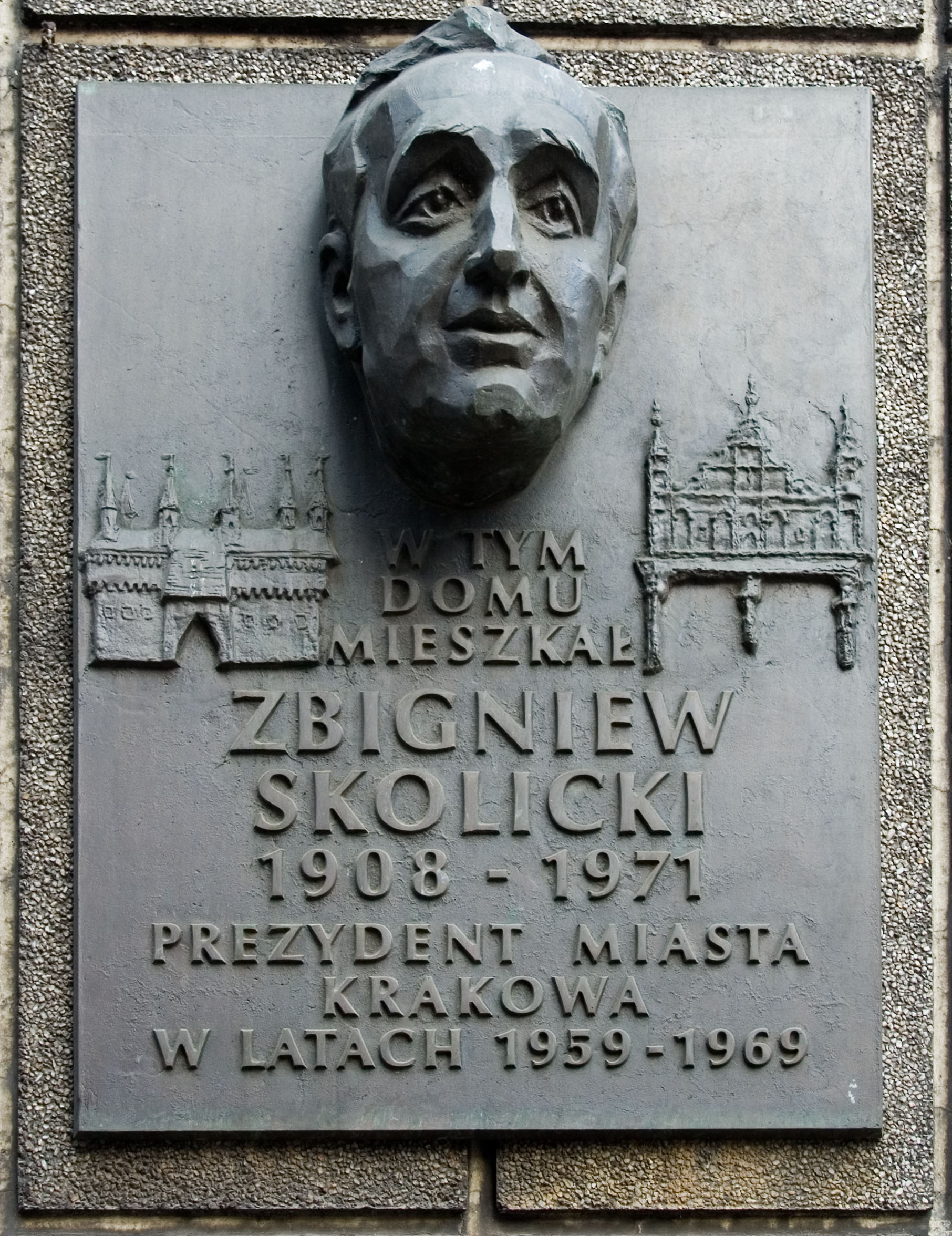
Tablica pamiątkowa w Krakowie

Zbigniew Skolicki (ur. 6 sierpnia 1908 w Krakowie, zm. 28 listopada 1971 tamże) – polski polityk, przewodniczący prezydium Rady Narodowej miasta Krakowa w latach 1959–1969, poseł na Sejm PRL V kadencji.

## Życiorys
Pochodził z rodziny robotniczej, absolwent Gimnazjum im. Bartłomieja Nowodworskiego w Krakowie. Dyplom magistra ekonomii uzyskał po wojnie w Wyższej Szkole Ekonomicznej w Krakowie. Zawodowo zajmował się bankowością. W latach 1954–1957 pełnił funkcję prezesa Wojewódzkiego Związku Spółdzielczości Pracy. W latach młodości był czynnym zawodnikiem Klubu Sportowego „Cracovia” (lekkoatletą), później działaczem sportowym.
Był członkiem Polskiej Partii Socjalistycznej, a później Polskiej Zjednoczonej Partii Robotniczej. Przez dwa lata był zastępcą przewodniczącego Wojewódzkiej Rady Narodowej, pełnomocnikiem do spraw Nowej Huty. 6 listopada 1959 został przewodniczącym prezydium Rady Narodowej miasta Krakowa. Za jego rządów, które trwały do 5 czerwca 1969, rozpoczęto prace nad kompleksowym odnowieniem Starego Miasta oraz zapewnieniem miastu dostatecznej ilości wody i energii cieplnej. Rozbudowano Nową Hutę o osiedla na terenie Bieńczyc i Wzgórz Krzesławickich, w 1960 uruchomiono pociąg elektryczny do Wieliczki, połączenia tramwajowe do Prokocimia; w 1963 zlikwidowano lotnisko w Czyżynach; w 1964 tramwaj nr 4 po raz pierwszy przejechał z Walcowni Huty im. Lenina do Bronowic oraz otwarto nowe lotnisko dla Krakowa w Balicach; w 1965 rozpoczęto budowę ośrodka telewizyjnego na Krzemionkach oraz rozpoczął pracę zespół klinik pediatrycznych w Prokocimiu (dar Stanów Zjednoczonych).
Pełnił mandat posła na Sejm PRL V kadencji, był przewodniczącym Krakowskiego Komitetu Frontu Jedności Narodu. W czerwcu 1968 wszedł w skład Komitetu Przygotowawczego obchodów 500. rocznicy urodzin Mikołaja Kopernika.
Do lat 90. XX wieku w Krakowie istniała ulica Zbigniewa Skolickiego (obecnie nosi nazwę: Monte Cassino). Stanowiła ona (wraz z ul. Kapelanka i Brożka) część trasy zbudowanej w latach siedemdziesiątych na krakowskim Ludwinowie. Przy ul. Krzywej 12, gdzie mieszkał, w 30. rocznicę śmierci, 28 listopada 2001, wmurowano poświęconą mu tablicę pamiątkową. Tablicę zaprojektował bezpłatnie prof. Bronisław Chromy.
Był żonaty, miał córkę i syna. Został pochowany w alei zasłużonych na cmentarzu Rakowickim (LXVII/płn 2/10).

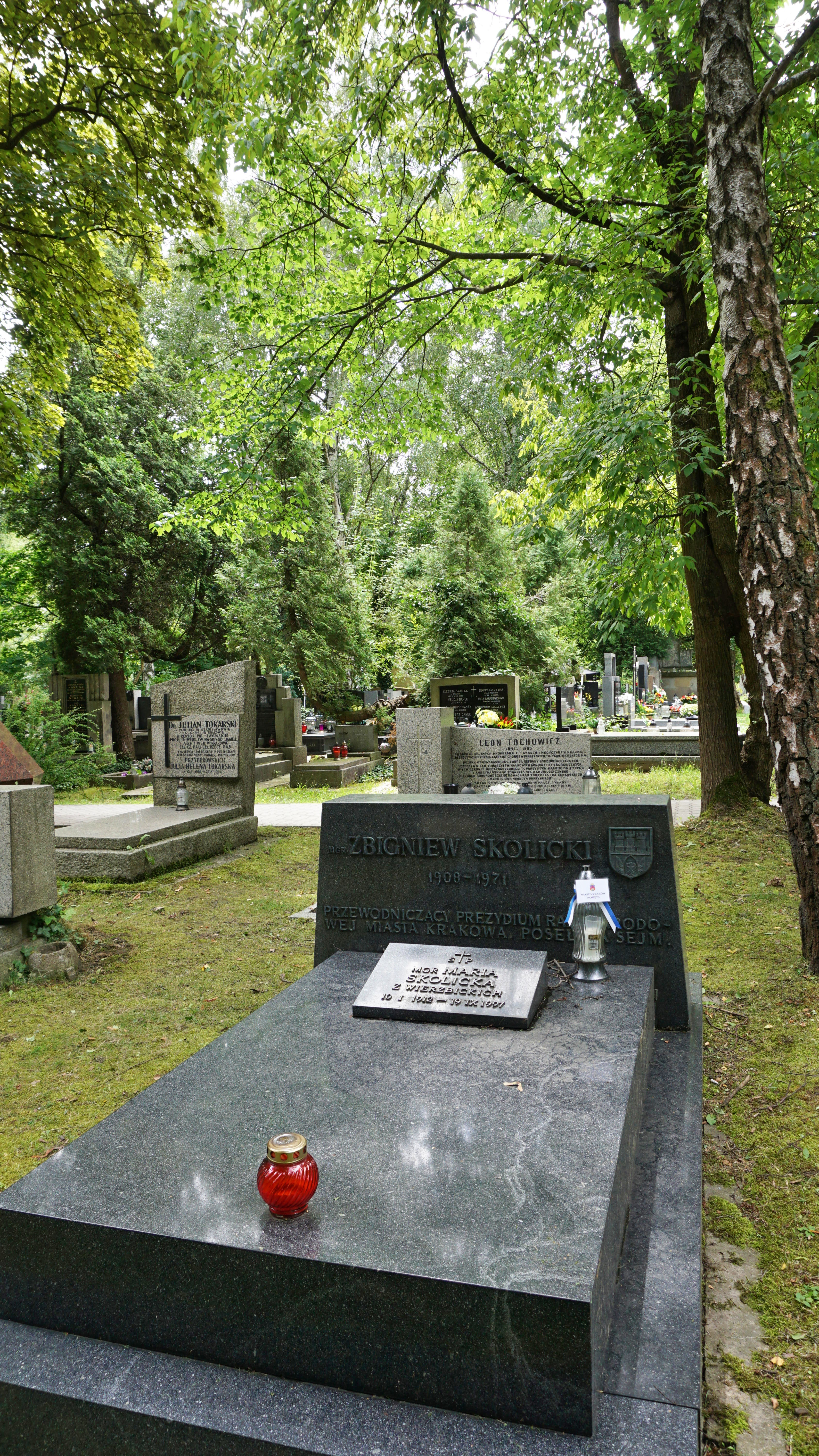
Grób Zbigniewa Skolickiego na cmentarzu Rakowickim

## Odznaczenia
- Krzyż Wielki Orderu Odrodzenia Polski
- Order Sztandaru Pracy I klasy (1964)[2]
- Krzyż Komandorski z Gwiazdą Orderu Odrodzenia Polski
- Złoty Krzyż Zasługi
- Odznaka 1000-lecia Państwa Polskiego
- Złota Odznaka „za Pracę Społeczną dla Miasta Krakowa”
- Złota Odznaka „Zasłużony dla Ziemi Krakowskiej”
- Złota odznaka honorowa „Za Zasługi dla Warszawy” (1965)[3]
- Wielki Oficer Orderu Zasługi Republiki Włoskiej (1965)
- Order Narodowy Zasługi (Francja, 1967)[4]